# Volker Erdmann
Volker Alfred Erdmann (* 8. Februar 1941 in Stettin; † 11. September 2015) war ein deutscher Biochemiker.

## Leben

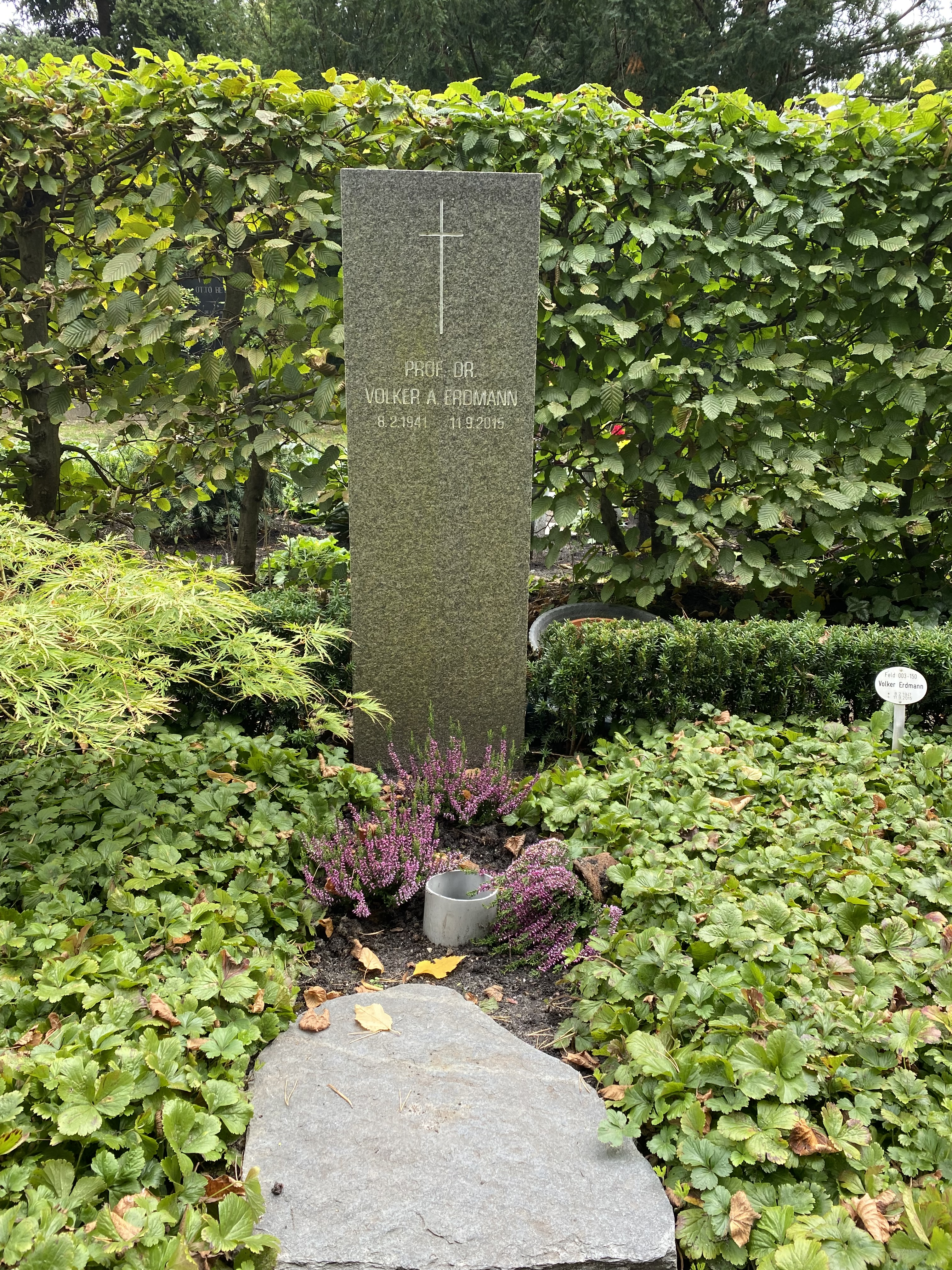
Grabstätte Volker Erdmann

Erdmann studierte von 1958 bis 1966 an der University of New Hampshire und absolvierte 1963 den Bachelor in Chemie und 1966 den Master in Biochemie. 1966 bis 1968 forschte er für seine Promotion am Göttinger Max-Planck-Institut für experimentelle Medizin. 1968 wurde er an der Technischen Universität Braunschweig im Fach Biochemie mit den Nebenfächern Chemie und Mikrobiologie zum Dr. rer. nat. promoviert. Nach einem Jahr als Postdoktorand bei Friedrich Cramer am MPI für experimentelle Medizin wurde Erdmann zwei Jahre Postdoktorand bei Masayasu Nomura an der Universität von Wisconsin in Madison, Wisconsin. Danach kehrte er nach Berlin an das Max-Planck-Institut für molekulare Genetik zurück, wo er von 1971 bis 1980 Arbeitsgruppenleiter (C3-Stelle) in der Abteilung von Heinz-Günter Wittmann war. 1978 habilitierte er sich für das Fach Biochemie an der FU Berlin.
1980 nahm er den Ruf auf eine C4-Professur für Biochemie und Molekularbiologie an die FU Berlin an, wo er seitdem tätig war. An der FU war er mehrfach Geschäftsführender Direktor des Instituts für Biochemie und auch Dekan des Fachbereichs Chemie. Er war 1990 Gründer und bis 1999 Sprecher des Sonderforschungsbereiches 344 „Regulationsstrukturen von Nukleinsäuren und Proteinen“. 1988 wurde er auf eine Professur des Center of Marine Biotechnology an der Universität von Maryland in Baltimore/USA berufen, 1994 erreichte ihn ein Ruf zum Direktor des gleichen Instituts. Er lehnte jedoch beide Berufungen ab.
1987 erhielt er gemeinsam mit Wolfram Saenger (ebenfalls FU Berlin) den Gottfried Wilhelm Leibniz-Preis der DFG, den höchstdotierten deutschen Forschungspreis.
Volker Erdmann starb im Alter von 74 Jahren und wurde auf dem Berliner Friedhof Zehlendorf (Feld 003-150) beigesetzt.

## Forschung
Erdmann befasste sich vor allem mit der Biochemie der Ribonukleinsäuren (RNA) und dem möglichen Einsatz der RNA für biomedizinische und gentherapeutische Zwecke. Einen Schwerpunkt bildete die RNA-Interferenz-Technologie, weitere stellten die zellfreie Proteinbiosynthese und Aptamere dar. Zur Kristallisation von Nukleinsäuren wurden einige Experimente unter Bedingungen der Mikrogravitation im Weltraum durchgeführt. Erdmann hat über 400 Publikationen vorgelegt.

## Ehrungen und Ämter
- 1997 Gründer des Interdisziplinären Forschungsverbundes „RNA-Technologien“
- Mitglied der Berlin-Brandenburgischen Akademie der Wissenschaften und der Polnischen Akademie der Wissenschaften.
- Vorstandsvorsitzender des RiNA e. V. (RNA-Netzwerk)
- Gründer der RiNA GmbH
- Vorsitzender des Wissenschaftlichen Beirats der NOXXON Pharma AG
- Mitglied des Kuratoriums des Max-Planck-Instituts für molekulare Genetik
- Mitglied des Kuratoriums der Wernher-von-Braun-Stiftung
- Mitglied zahlreicher Preiskommissionen und Gutachtergremien (u. a. Ernst-Reuter Gesellschaft, Otto-Klung-Weber-Bank-Preises, Biofutur-Preis (BMBF))